# Marc Chavannes
Marc Eugène Chavannes ('s-Gravenhage, 20 september 1946 – Chiang Mai, 10 januari 2024) was een Nederlands journalist en publicist.

## Loopbaan
Chavannes groeide op in Den Haag. Hij studeerde rechten aan de Rijksuniversiteit Leiden en journalistiek aan de Columbia-universiteit in New York. Hij werkte als journalist, correspondent, blogger en politiek columnist bij NRC Handelsblad. Chavannes begon bij deze krant als medewerker van het Cultureel Supplement en was vervolgens chef van het Zaterdags Bijvoegsel, politiek verslaggever in Den Haag en correspondent in Londen, Parijs en Washington, chef van de nieuwsredactie en adjunct- en plaatsvervangend hoofdredacteur. Chavannes verliet de hoofdredactie van NRC Handelsblad omdat hij niet goed overweg kon met de toenmalige hoofdredacteur Ben Knapen.
Chavannes gaf politiek commentaar bij de NOS en andere omroepen. Hij schreef diverse boeken over politiek-maatschappelijke onderwerpen. Hij was met name deskundig op het gebied van de Nederlandse politiek, Frankrijk en de Verenigde Staten.
Chavannes was van 2006 tot 2012 tevens hoogleraar journalistiek aan de Rijksuniversiteit Groningen. Hij werd in deze functie opgevolgd door Jeroen Smit.
Eind 2015 werd Chavannes correspondent voor de website De Correspondent.
Chavannes overleed onverwacht op 10 januari 2024 op 77-jarige leeftijd in Noord-Thailand.

## Werk (keuze)
- Frankrijk achter de schermen: de stille revolutie van een trotse natie, 2004
- Op de as van goed en kwaad: Amerika achter de schermen, 2006
- Niemand regeert: de privatisering van de Nederlandse politiek, 2009

## Prijzen
- 1988: Prijs voor de Dagbladjournalistiek
- 2004: Anne Vondelingprijs
- 2020: Anne Vondelingprijs

Naar hem is de Marc Chavannesprijs vernoemd. Het is een journalistieke prijs die jonge journalisten en schrijvers stimuleert om na te denken over de werking van de politiek en mogelijke verbeteringen.